# 岡野訓
岡野 訓（おかの さとる、1969年7月21日-）は、日本の税理士・実業家。税理士法人さくら優和パートナーズ代表役員。税務に関する多くの著書があるほか、全国の金融機関、ファンド主催の事業承継セミナー講師としても活躍。

## 人物
熊本県天草郡苓北町出身。天草高校卒業後、恩師の勧めで教職を目指し大阪教育大学へ進学。教職よりも一般企業での仕事に魅力を感じ卒業後、肥後銀行に就職。会計事務所勤務を経て2001年11月税理士登録。2002年6月岡野会計事務所開設。2008年11月宮部税理士事務所（熊本市）と合併し税理士法人熊和パートナーズを設立、代表社員就任。2015年さくら優和パートナーズへ組織名を変更。
大学卒業後、肥後銀行に就職。中小企業の経営者へ金融サービスを提供する渉外を担当。客に役立つための多くの提案にも、「顧問の税理士に聞いてみます」という返事が多く、中小企業経営者の役に立つためには銀行員よりも税理士になった方が早道との判断から、銀行を1年半のちに退職、起業を視野にアルバイトのかたわら、税理士試験の勉強を始め、2001年に合格。熊本市に2002年開業。特に赤字企業の黒字化に注力。クライアントの黒字化率が8割程度。合併・会社分割・M&A、事業再生、事業継承にも精通。拠点が熊本だけでは説得力に欠けると考え、経営統合を重ね2020年現在福岡市と鹿児島市にも拠点を置き、九州屈指の会計事務所に育て上げる。

## 経歴
- 1969年 - 7月21日、熊本県天草郡苓北町に生まれる。
- 1988年 - 熊本県立天草高等学校卒業。
- 1993年 - 大阪教育大学教育学部卒業。株式会社肥後銀行入行。
- 1994年 - 株式会社肥後銀行退社。
- 1996年 - 琢磨高等セミナーにて塾講師。
- 1999年 - 隈部会計事務所入所。
- 2001年 - 11月、税理士登録。
- 2002年 - 6月、岡野会計事務所開設。
- 2003年 - 株式会社T&Aコンサルティング代表取締役就任。
- 2008年 - 11月、宮部税理士事務所（熊本市）と合併し税理士法人熊和（ゆうわ）パートナーズ設立、代表社員就任。
- 2012年 - 4月、一般財団法人大蔵財務協会編集企画委員に就任[5]。
- 2015年 - さくら優和パートナーズへ組織名を変更。
- 2018年、2019年 - 代表社員を務めるさくら優和パートナーズが熊本県が制定したブラック企業と対極の企業をイメージする「ブライト企業」に認定される[11]。
- 2020年 - 8月16日、ベストボディ ジャパン2020福岡大会にてゴールドクラス準グランプリ[12]。
- 2021年 - ベストボディジャパン熊本大会ゴールドクラス準グランプリ[13]。
- 2023年 - 株式会社優和マネジメント代表取締役、一般社団法人共創経営推進機構理事就任[14]。

その他

## 著書
- 『実践／一般社団法人・信託 活用ハンドブック』（清文社）ISBN 9784433630089[15]
- 『速報版 税理士が押さえておきたい 民法相続編の改正』（清文社）ISBN 9784433650889
- 『税務訴訟と要件事実論』（清文社）ISBN 9784433229450
- 『一般社団・信託の活用ハンドブック』（清文社）
- 『事業継承とその税務対策』（金融経済新聞社）
- 『実務目線から見た事業継承の実務』（大蔵財務協会）
- 『税理士が勧める院長の事業継承』（大蔵財務協会）
- 『連結納税の鉄則30』（中央経済社）
- 『「むずかしい税法条文」攻略本』（中央経済社）
- 『相続税の鉄則50』（中央経済社）
- 『消費税の鉄則30』（中央経済社）
- 『再編税制の鉄則30』（中央経済社）
- 『連結納税の鉄則30』（中央経済社）
- 『実例から学ぶ税務の核心 : ひたむきな税理士たちの研鑽会』（週刊税務通信）[16]

ほか